# Pablo Prigioni
Pablo Prigioni, född 17 mars 1977 i Río Tercero, Argentina, är en argentinsk idrottare som tog OS-brons i basket 2008 i Peking. Detta var Argentinas andra medalj i herrbasket vid olympiska sommarspelen, efter guldet 2004 i Aten, där Prigioni dock inte deltog. Han spelar för närvarande för spanska Caja Laboral.